# Alexis-Henri Fissot
Pour les articles homonymes, voir Fissot.
Alexis-Henri Fissot (24 octobre 1843, Airaines - 29 janvier 1896, Paris (9e)) est un pianiste, organiste et compositeur français.
Alexis-Henri Fissot entre au Conservatoire de Paris à 8 ans. Il obtient cinq premiers prix (dont celui de piano en 1855 dans la classe d'Antoine-François Marmontel, d'orgue en 1860, de contrepoint et fugue en 1860). Il devient organiste à Passy puis titulaire de Notre-Dame de Clignancourt en 1865. Il passe ensuite à l'orgue de Saint-Merri en 1869, succédant à Charles-Alexis Chauvet. En 1874, il devient titulaire du grand orgue de Saint-Vincent-de-Paul, poste qu'il occupera jusqu'à sa mort. 
Alexis-Henri Fissot était un excellent pianiste recherché comme chambriste. Il s'est produit dans les « Séances populaires de musique de chambre » de Charles Lamoureux.
Lorsque la maladie l'a emporté, il était professeur d'une classe féminine de piano au Conservatoire.

## Œuvres
Il a composé de nombreuses pièces pour le piano.
- Douze morceaux de genre, op. 2 (1868)
- Cent leçons d'harmonie, (1898) (20 leçons inédites de MM. Théodore Dubois, Ernest Guiraud et Henri Fissot)